# Jackson Withrow
Jackson Jason Withrow (* 7. července 1993 Omaha, Nebraska) je americký profesionální tenista, deblový specialista. Ve své dosavadní kariéře na okruhu ATP Tour vyhrál sedm deblových turnajů. Na challengerech ATP a okruhu ITF získal sedmnáct titulů ve čtyřhře.
Na žebříčku ATP byl ve čtyřhře nejvýše klasifikován v únoru 2024 na 16. místě.

## Tenisová kariéra
V letech 2011–2016 hrál akademický tenis za tým Aggies „červených košil“ na Texas A&M University v College Station, kde vystudoval bakalářský obor finance a magisterský obor sportovní management.
Grandslamový debut zaznamenal v mužském deblu US Open 2011. Divokou kartu do soutěže mu s krajanem Jackem Sockem zajistilo vítězství na americkém juniorském mistrovství do 18 let. V prvním kole podlehli patnácté nasazené, belgicko-bahamské dvojici Xavier Malisse a Mark Knowles. Premiérovou soutěží vyjma grandslamu se na okruhu ATP Tour stal srpnový Masters Western & Southern Open 2017 v Cincinnati, kde opět na divokou kartu se Sockem prohráli duel proti kolumbijsko-italskému páru Juan Sebastián Cabal a Fabio Fognini.

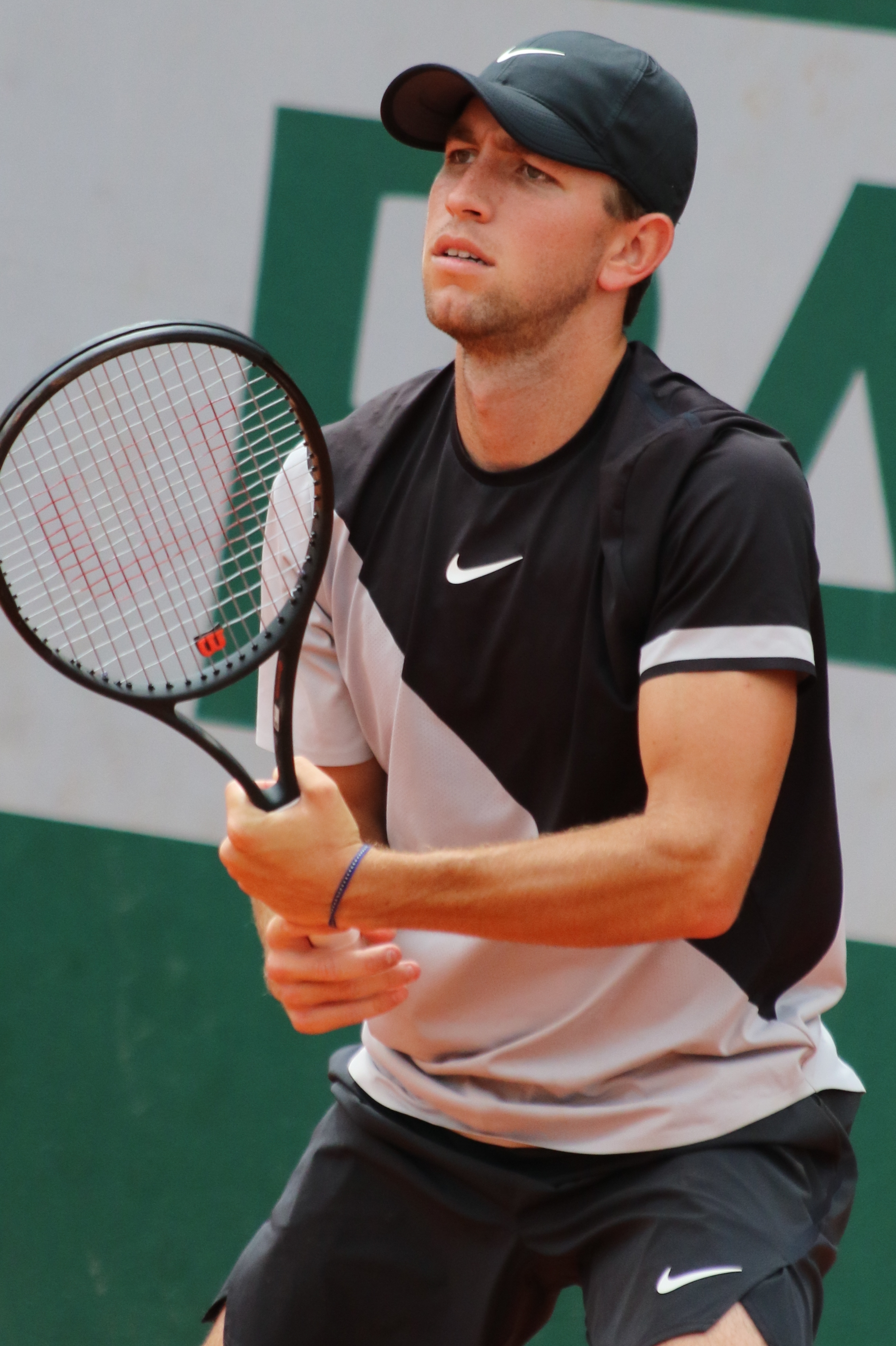
Na French Open 2018

První zápas vyhrál po boku krajana Austina Krajicka na quitské antuce Ecuador Open 2018. V únorové soutěži postoupili až do finále, v němž nestačili na Chilany Nicolásw Jarryho s Hansem Podlipnikem-Castillem. V témže měsíci na túře ATP vybojoval první trofej, když se Sockem ovládli čtyřhru floridského Delray Beach Open 2018. Ve čtvrtfinále zdolali Boba a Mika Bryanovy, následně třetí nasazené, Japonce McLachlana s Francouzem Nysem, a v závěrečném klání americko-australské turnajové čtyřky Nicholase Monroea s Johnem-Patrickem Smithem.
Semifinále si zahrál s krajanem Nathanielem Lammonsem na montpellierském Open Sud de France 2021 a o dva týdny později také na marseillském Open 13 Provence 2021. Na úvod newyorského US Open 2021 zdolali první světový pár tvořený Chorvaty Nikolou Mektićem a Matem Pavićem, ale poté nenašli recept na Berankise s Pairem. Druhý deblový titul si odvezl ze zářijového San Diego Open 2022, kde ve finále s Lammonsem přehráli Australany Jasona Kublera a Luka Savilla. Sérii neporazitelnosti tím prodloužili na osm výher, když navázali na challengerový triumf z předchozího týdne v severokarolínském Cary. Následně spolu zahájili šňůru finálových porážek na Gijón Open 2022, aucklandském ASB Classic 2023, Dallas Open 2023 a acapulském Abierto Mexicano Telcel 2023 z kategorie ATP 500. Do semifinále Mastersu postoupili na Miami Open 2023, kde je vyřadili pozdější šampioni Santiago Gonzalez a Édouard Roger-Vasselin.

## Finále na okruhu ATP Tour

### Čtyřhra: 13 (7–6)
| Legenda                   |
| ------------------------- |
| Grand Slam (0)            |
| Turnaj mistrů (0)         |
| ATP Tour Masters 1000 (0) |
| ATP Tour 500 (0–2)        |
| ATP Tour 250 (7–4)        |

| Stav      | č. | datum         | turnaj                       | povrch    | spoluhráč         | soupeři ve finále                     | výsledek                   |
| --------- | -- | ------------- | ---------------------------- | --------- | ----------------- | ------------------------------------- | -------------------------- |
| Finalista | 1. | únor 2018     | Quito, Ekvádor               | antuka    | Austin Krajicek   | Nicolás Jarry Hans Podlipnik-Castillo | 6–7(6–8), 3–6              |
| Vítěz     | 1. | únor 2018     | Delray Beach, Spojené státy  | tvrdý     | Jack Sock         | Nicholas Monroe John-Patrick Smith    | 4–6, 6–4, [10–8]           |
| Vítěz     | 2. | září 2022     | San Diego, Spojené státy     | tvrdý     | Nathaniel Lammons | Jason Kubler Luke Saville             | 7–6(7–5), 6–2              |
| Finalista | 2. | říjen 2022    | Gijón, Španělsko             | tvrdý (h) | Nathaniel Lammons | Máximo González Andrés Molteni        | 7–6(8–6), 6–7(4–7), [5–10] |
| Finalista | 3. | leden 2023    | Auckland, Nový Zéland        | tvrdý     | Nathaniel Lammons | Nikola Mektić Mate Pavić              | 4–6, 7–6(7–5), [6–10]      |
| Finalista | 4. | únor 2023     | Dallas, Spojené státy        | tvrdý (h) | Nathaniel Lammons | Jamie Murray Michael Venus            | 6–1, 6–7(4–7), [7–10]      |
| Finalista | 5. | březen 2023   | Acapulco, Mexiko             | tvrdý     | Nathaniel Lammons | Alexander Erler Lucas Miedler         | 6–7(9–11), 6–7(3–7)        |
| Vítěz     | 3. | červenec 2023 | Newport, Spojené státy       | tráva     | Nathaniel Lammons | William Blumberg Max Purcell          | 6–3, 5–7, [10–5]           |
| Vítěz     | 4. | červenec 2023 | Atlanta, Spojené státy       | tvrdý     | Nathaniel Lammons | Max Purcell Jordan Thompson           | 7–6(7–3), 7–6(7–4)         |
| Vítěz     | 5. | srpen 2023    | Winston-Salem, Spojené státy | tvrdý     | Nathaniel Lammons | Lloyd Glasspool Neal Skupski          | 6–3, 6–4                   |
| Vítěz     | 6. | říjen 2023    | Astana, Kazachstán           | tvrdý     | Nathaniel Lammons | Mate Pavić John Peers                 | 7–6(7–4), 7–6(9–7)         |
| Finalista | 6. | říjen 2023    | Vídeň, Rakousko              | tvrdý (h) | Nathaniel Lammons | Rajeev Ram Joe Salisbury              | 4–6, 7–5, [10–12]          |
| Vítěz     | 7. | červen 2024   | Rosmalen, Nizozemsko         | tráva     | Nathaniel Lammons | Nikola Mektić Wesley Koolhof          | 7–6(7–5), 7–6(7–3)         |

## Tituly na challengerech ATP a okruhu ITF
| Legenda            |
| ------------------ |
| Challengery (14 Č) |
| ITF (3 Č)          |

### Čtyřhra (17 titulů)
| Č.  | datum         | turnaj                      | povrch    | spoluhráč         | poražení finalisté                   | výsledek                   |
| --- | ------------- | --------------------------- | --------- | ----------------- | ------------------------------------ | -------------------------- |
| 1.  | červenec 2016 | Edwardsville, Spojené státy | tvrdý     | Connor Smith      | Luke Bambridge Marc Polmans          | 6–3, 6–2                   |
| 2.  | leden 2017    | Long Beach, Spojené státy   | tvrdý     | Austin Krajicek   | Luke Bambridge Joe Salisbury         | 6–3, 3–6, [10–8]           |
| 3.  | leden 2017    | Maui, Spojené státy         | tvrdý     | Austin Krajicek   | Bradley Klahn Tennys Sandgren        | 6–4, 6–3                   |
| 4.  | únor 2017     | Morelos, Mexiko             | tvrdý     | Austin Krajicek   | Kevin King Dean O'Brien              | 6–7(4–7), 7–6(7–5), [11–9] |
| 5.  | červenec 2017 | Tulsa, Spojené státy        | tvrdý     | Austin Krajicek   | Tommy Paul Nathan Ponwith            | 6–4, 6–2                   |
| 6.  | červenec 2017 | Gatineau, Kanada            | tvrdý     | Bradley Klahn     | Hans Hach Vincent Millot             | 6–2, 6–3                   |
| 7.  | červenec 2017 | Granby, Kanada              | tvrdý     | Joe Salisbury     | Marcel Felder Go Soeda               | 4–6, 6–3, [10–6]           |
| 8.  | březen 2018   | Indian Wells, Spojené státy | tvrdý     | Austin Krajicek   | Evan King Nathan Pasha               | 6–7(3–7), 6–1, [11–9]      |
| 9.  | červen 2019   | Columbus, Spojené státy     | tvrdý (h) | Roberto Maytín    | Hans Hach Donald Young               | 6–7(4–7), 7–6(7–2), [10–5] |
| 10. | září 2019     | Columbus, Spojené státy     | tvrdý     | Martin Redlicki   | Nathan Pasha Max Schnur              | 6–4, 7–6(7–4)              |
| 11. | březen 2021   | Nur-Sultan, Kazachstán      | tvrdý (h) | Nathaniel Lammons | Nathan Pasha Max Schnur              | 6-4, 6-2                   |
| 12. | květen 2021   | Heilbronn, Německo          | antuka    | Nathaniel Lammons | André Göransson Sem Verbeek          | 6–7(4–7), 6–4, [10–8]      |
| 13. | listopad 2021 | Champaign, Spojené státy    | tvrdý (h) | Nathaniel Lammons | Treat Conrad Huey Max Schnur         | 6–4, 3–6, [10–6]           |
| 14. | duben 2022    | Sarasota, Spojené státy     | antuka    | Robert Galloway   | André Göransson Nathaniel Lammons    | 6–3, 7–6(7–3)              |
| 15. | červenec 2022 | Salcburk, Rakousko          | antuka    | Nathaniel Lammons | Alexander Erler Lucas Miedler        | 7–5, 5–7, [11–9]           |
| 16. | září 2022     | Cary, Spojené státy         | tvrdý     | Nathaniel Lammons | Treat Conrad Huey John-Patrick Smith | 7–5, 2–6, [10–5]           |
| 17. | březen 2023   | Phoenix, Spojené státy      | tvrdý     | Nathaniel Lammons | Hugo Nys Jan Zieliński               | 6–7(1–7), 6–4, [10–8]      |